# قریه خمر (یمن)
 قریه خمر  (در عربی:  قَریَة خَمر )
نام روستایی است در دهستان القرعة از توابع استان رَیمه در کشور یمن در شبه جزیره عربستان.

## جمعیت
جمعیت آن (۱۱۱ ) نفر (۱۴ خانوار) می‌باشد.